# Hackmesser

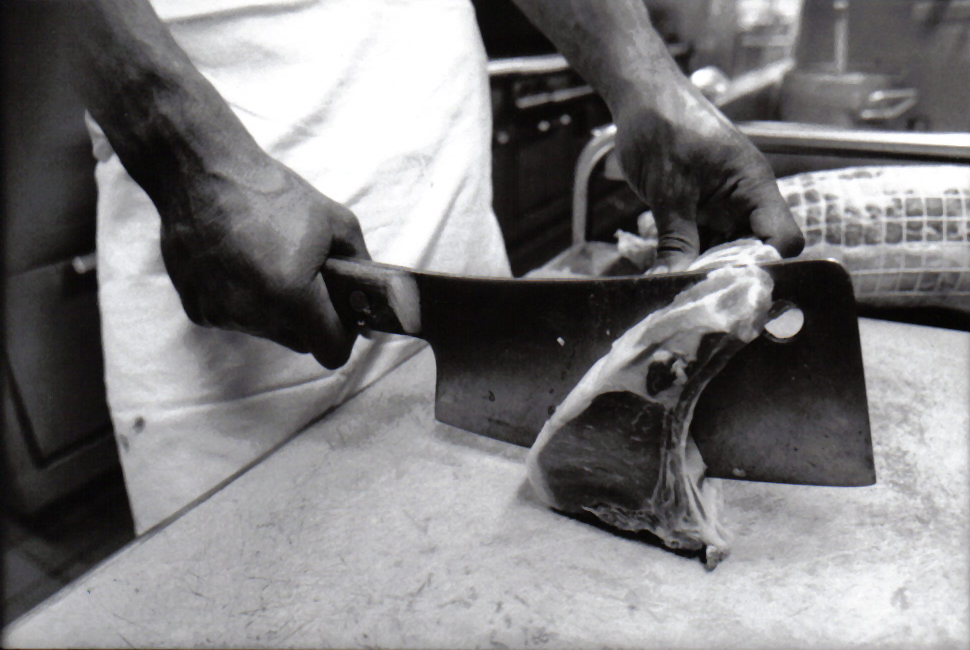
Arbeiten mit dem Hackmesser

Als Hackmesser (auch Spalter, Hack- oder Haubeil) bezeichnet man Spezialmesser in der Lebensmittelherstellung.

## Form
Die Messer weichen in Länge und Gewicht je nach Verwendungszweck stark voneinander ab. Die annähernd rechteckigen Klingen haben eine übliche Länge von 30 bis 40 Zentimetern und eine Breite von 7 bis 15 Zentimetern. Die Griffe können bis zu 50 Zentimeter lang sein. Sie haben ein Gewicht von 400 bis 3000 Gramm. Obwohl sie teilweise als Beil bezeichnet werden, fehlt ihnen der typische Stiel, da die Klinge mit einem Messergriff fest verbunden ist. Eine Sonderform bildet das Schweizer Haubeil, bei dem die Klinge zweischneidig ähnlich einer Doppelaxt ausgebildet sein kann.

## Verwendungszwecke
In der handwerklichen Fleischherstellung verwendet man die Messer zum Zerteilen der Körper von Schlachtvieh entlang der Wirbelsäule, was in der industriellen Produktion durch Sägen geschieht. Sie werden deswegen auch häufig Schlachthausspalter oder Trennspalter genannt. Kleinere Messer dienen zum Zerteilen von großen Fleischteilen wie zum Beispiel Rippen oder Kotelettsträngen, aber auch zum Zerteilen kleinerer Tiere wie Lamm, Kalb und Kaninchen. Da sie häufig im Fleischhandel benutzt werden, nennt man sie auch Laden- oder Thekenspalter (von Fleischtheke).
Weitere gängige Bezeichnungen sind Metzgerbeil und Fleischspalter oder, wenn man zusätzlich nach der Größe des Tieres unterscheiden will, Rinderspalter und Schweinespalter.

## Hackmesser in anderen Kulturen
Das in Japan hauptsächlich verwendete Hackmesser ist das Deba Bocho, mit dem bevorzugt Fischköpfe abgetrennt werden. Dabei wird mit einem solchen Hackmesser nicht hackend geschlagen, sondern die Schneide auf das zu trennende Gut gesetzt und mit der Faust oder einem Holz auf den Klingenrücken geschlagen. Zur Bearbeitung von Fleisch mit Knochen und in Metzgereien werden schwerere Hackmesser verwendet, die ähnlich wie westliche Hackmesser wirken.
Fälschlicherweise werden Messer sowohl in der japanischen als auch in der chinesischen Küche als Hackmesser bezeichnet, die zwar der Form ähneln aber erheblich dünner und deshalb nicht zum Durchtrennen von Knochen geeignet sind. Beispielhaft sei das Nakiri bōchō (Japanisches Gemüsemesser) genannt, welches zum Schneiden von knochenlosem Fleisch, zum Hacken, Schneiden und Zerkleinern von Gemüse dient und gleichzeitig als Schaber, um die vorbereiteten Speisen in den Wok zu befördern.

## Industriemesser
In der Holzverarbeitung werden Messer zur groben Bearbeitung von Holz als Hackmesser bezeichnet, beispielsweise um Holzabschnitte maschinell zu Hackschnitzeln zu zerkleinern.